# Tysk skorpionslända
Tysk skorpionslända (Panorpa germanica) är en näbbsländeart som beskrevs av Carl von Linné 1758. Tysk skorpionslända ingår i släktet Panorpa och familjen skorpionsländor. Arten är reproducerande i Sverige. Inga underarter finns listade i Catalogue of Life.

## Bildgalleri

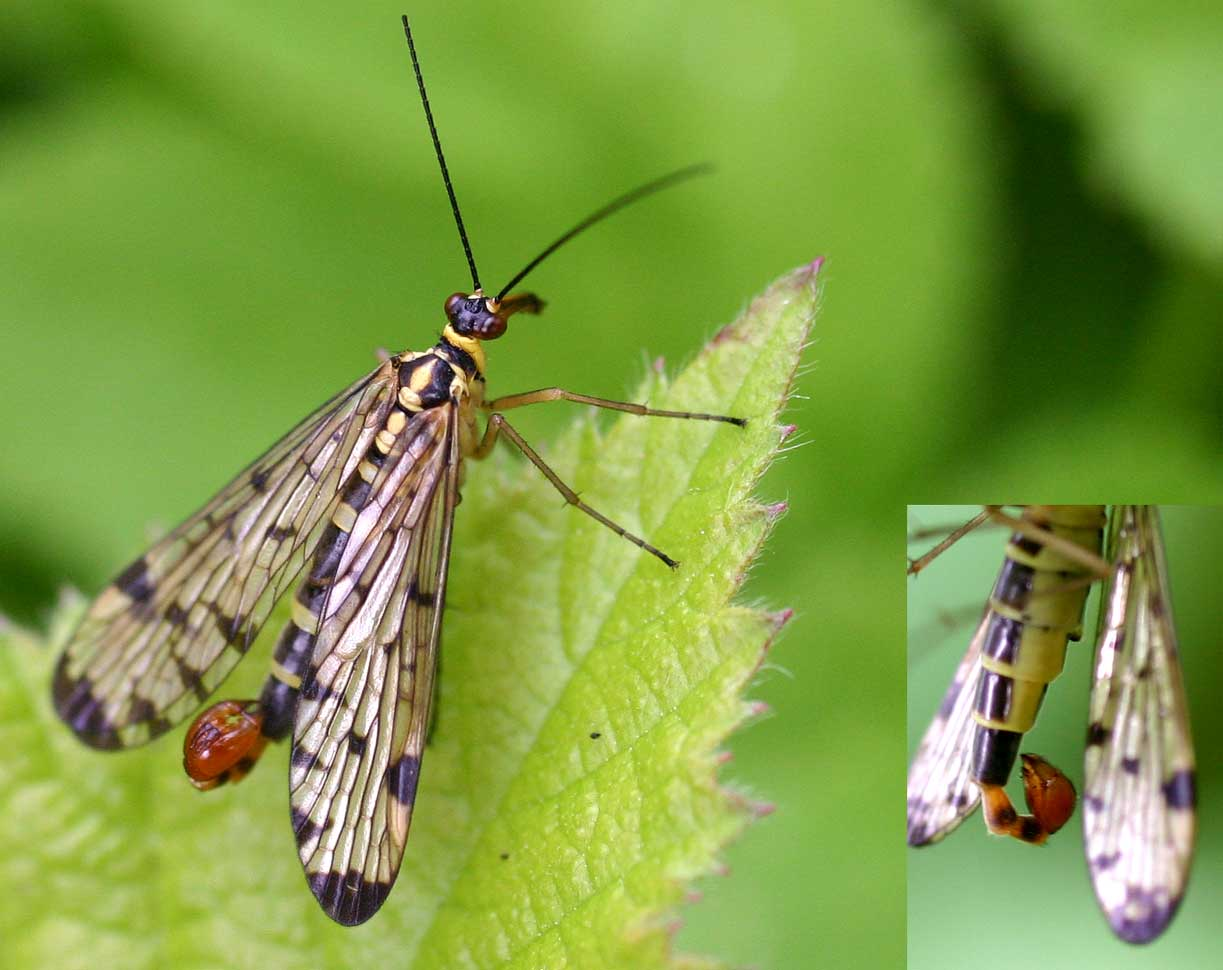
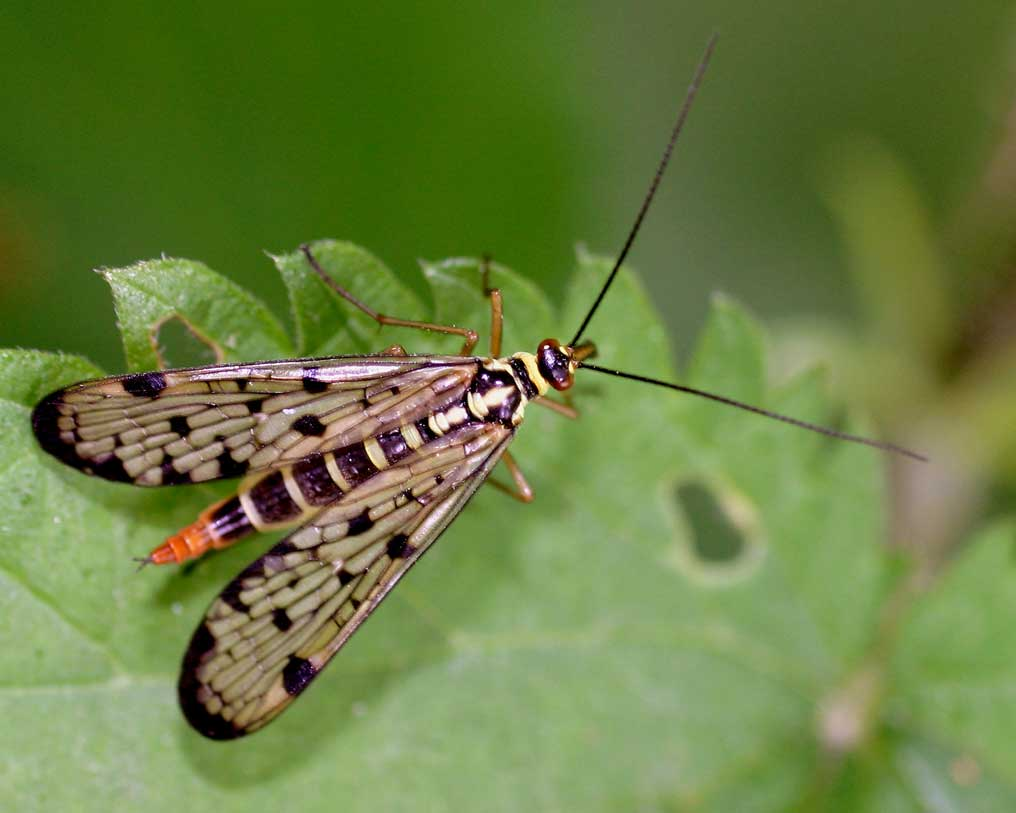
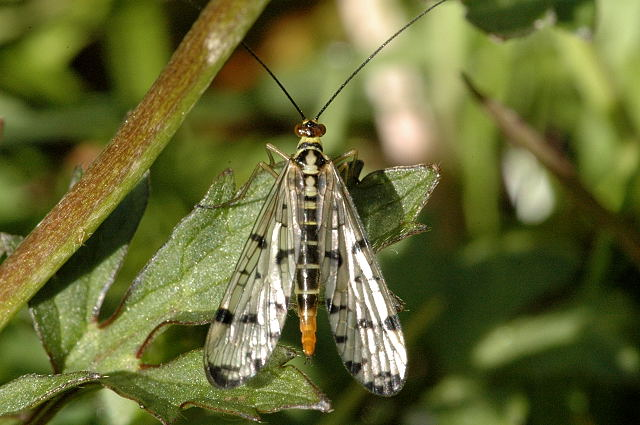
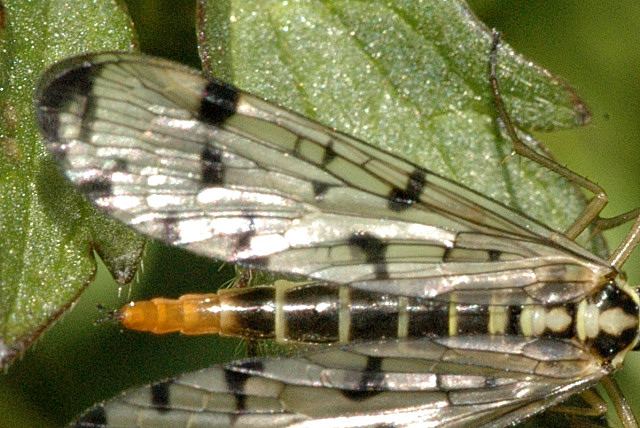
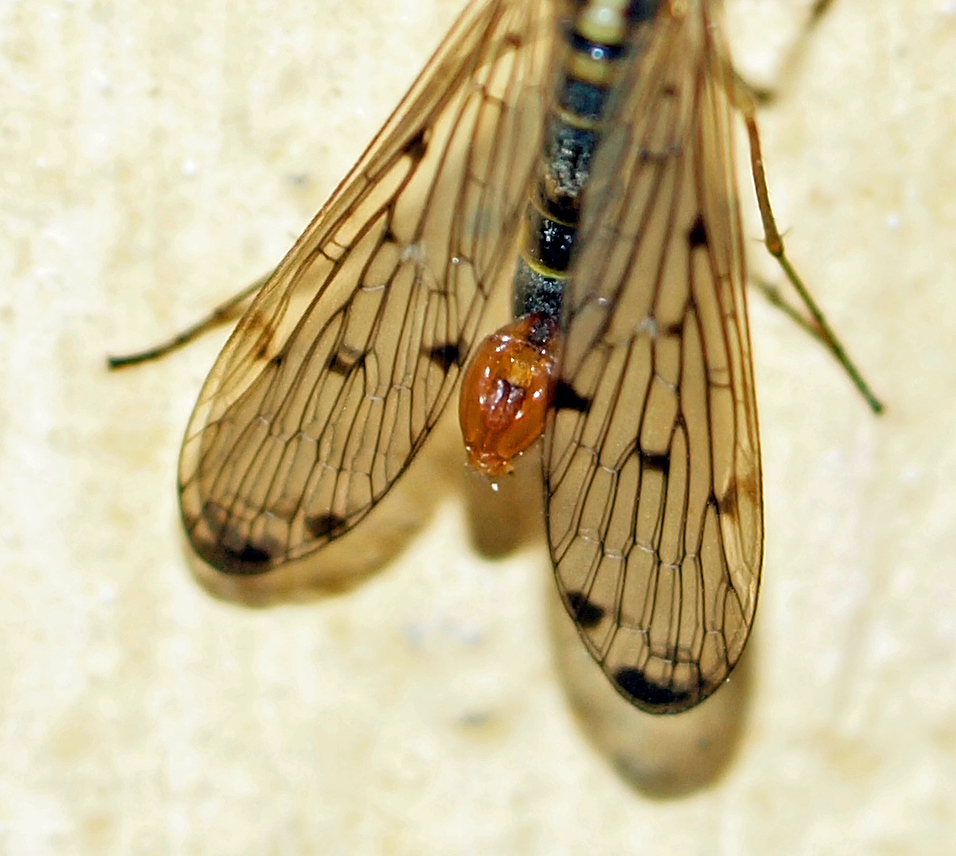
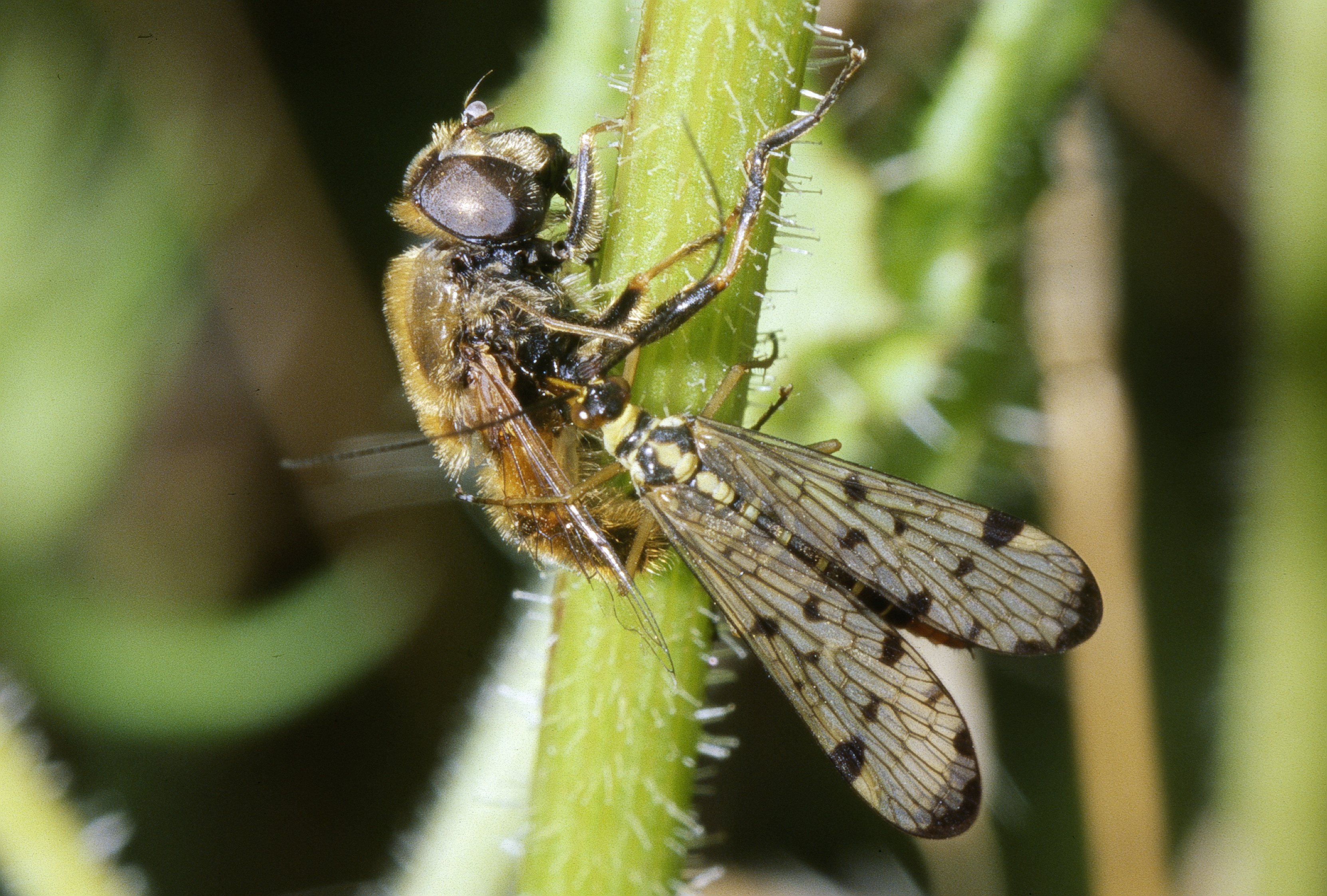